# Montuïri
Montuïri, en catalan et officiellement (Montuiri en castillan), est une commune d'Espagne de l'île de Majorque dans la communauté autonome des Îles Baléares. Elle est située au centre de l'île et fait partie de la comarque du Pla de Mallorca.

## Géographie

Localisation de l'île Majorque dans les Îles Baléares.
Localisation de Montuïri dans l'île de Majorque.
Localisation de la comarque du Pla de Mallorca dans l'île de Majorque.

La ville s'étend au nord-est du massif de Randa.

## Histoire
Durant la guerre d'Espagne, le couvent de la commune est le théâtre d'un épisode répressif. Le 5 janvier 1937, veille de l'Épiphanie, les phalangistes conduisent Aurora Picornell au couvent de Montuïri et la torturent. 
Elle sera exécutée avec ses camarades des Roges des Molinar à Porreres, à proximité.